# Анісімова Ольга Вікторівна
Анісімова Ольга Вікторівна (29 січня 1972, Балаково, Саратовська область) — радянська та російська біатлоністка, переможниця та призерка етапів кубка світу з біатлону, чемпіонка Європи 2004 року.

## Життєпис
Ольга Анісімова, будучи студенткою Ленінградського училища олімпійського резерву, у 1988 році здобула свої перші перемоги на міжнародному рівні — дві золоті та дві срібні медалі чемпіонату світу серед юніорів. Стрімко увірвавшись до світового біатлону, їй так само стрімко довелося його залишити у зв'язку з народженням сина. Повернувшись до тренувань, через проблеми з фінансуванням у 2000 році Ольга вирішує переїхати до Ханти-Мансійську. Потім був довгий шлях до головного збірної Росії. Показавши досить високі результати в Кубку Європи, після Олімпіади 2006 року, Анісімовій трапився шанс виступати на етапах Кубка світу. В наступному сезоні, ослабшій після уходу ряду сильніших біатлоністок світу російській збірній був корисним досвід Ольги Анісімової, яка допомогла російській естафетній команді достойно виступити на етапах Кубку світу. А за підсумками сезону вона зайняла двадцять перше місце у загальному заліку кубка світу.
В сезоні 2007–2008 6 січня 2008 року виборола єдиний у кар'єрі особистий подіум — 2 місце в мас-старті.

## Кар'єра в Кубку світу
- Дебют в кубку світу — 9 грудня 1993 року в індивідуальній гонці в Бад-гаштайні — 83 місце.
- Перше попадання в залікову зону — 7 грудня 1995 року в індивідуальній гонці в Поклюці — 10 місце.
- Перше попадання на подіум — 10 грудня 2006 року в естафеті в Гохфільцині — 1 місце.
- Перше перемога — 10 грудня 2006 року в естафеті в Гохфільцині — 1 місце

## Виступи на чемпіонаті світу
| Рік  | Міце проведення      | Інд | Спр | Пр | МС | Ест | ЗМ |
| 2006 | Поклюка              | 43  |     |    |    | 7   |    |
| 2007 | Антхольц-Антерсельва |     |     |    |    | 16  |    |

## Загальний залік в Кубку світу
- 1995–1996 — 53-е місце
- 2005–2006 — 46-е місце (56 очок)
- 2006–2007 — 21-е місце (306 очок)
- 2007–2008 — 29-е місце (187 очок)
- 2008–2009 — 68-е місце (51 очко)

## Статистика стрільби
| № п/п | Сезон     | Загальна         | Індивідуальна гонка | Спринт         | Гонка переслідування | Мас-старт      | Естафета       |
| ----- | --------- | ---------------- | ------------------- | -------------- | -------------------- | -------------- | -------------- |
| 1     | 2005-2006 | 85,6 % (77/90)   | 0,0 % (0/0)         | 82,5 % (33/40) | 85,0 % (34/40)       | 0,0 % (0/0)    | 99,9 % (10/10) |
| 2     | 2006-2007 | 83,8 % (356/425) | 85,0 % (68/80)      | 85,6 % (77/90) | 82,9 % (116/140)     | 83,8 % (67/80) | 80,0 % (28/35) |
| 3     | 2007-2008 | 83,0 % (244/294) | 75,0 % (30/40)      | 84,3 % (59/70) | 86,0 % (86/100)      | 81,7 % (49/60) | 83,3 % (20/24) |
| 4     | 2008-2009 | 80,8 % (97/120)  | 75,0 % (15/20)      | 82,5 % (33/40) | 81,7 % (49/60)       | 0,0 % (0/0)    | 0,0 % (0/0)    |

## Виноски
1. ↑  В дужках наведена кількість влучних пострілів та загальна кількість пострілів. В статистиці стрільби рахуються постріли, які здійснив біатлоніст на етапах кубка світу та чемпіонаті світу